# Кампорагена (Маса-Карара)
Кампорагена је насеље у Италији у округу Маса-Карара, региону Тоскана.
Према процени из 2011. у насељу је живело 15 становника. Насеље се налази на надморској висини од 831 м.